# Eternal (album de Samael)
Pour les articles homonymes, voir Eternal.
 (février 2018).
Albums de Samael
Exodus (EP)
(1998) Reign of Light
(2004)
Eternal est le cinquième album studio du groupe de metal industriel suisse Samael, sorti en juillet 1999 chez Century Media.

## Liste des titres
Toutes les paroles sont écrites par "Vorph" Vorphalack, toute la musique est composée par "Xy" Xytras.
| 1.    | Year Zero             | 3:38 |
| 2.    | Ailleurs              | 3:55 |
| 3.    | Together              | 4:28 |
| 4.    | Ways                  | 3:49 |
| 5.    | The Cross             | 3:21 |
| 6.    | Us                    | 4:15 |
| 7.    | Supra Karma           | 4:33 |
| 8.    | I                     | 4:01 |
| 9.    | Nautilus and Zeppelin | 4:13 |
| 10.   | Infra Galaxia         | 4:11 |
| 11.   | Being                 | 3:12 |
| 12.   | Radiant Star          | 3:46 |
| 47:23 |                       |      |

| Titres bonus - Réédition limitée remastérisée digibook (Allemagne, Century Media, 1er octobre 2007) | Titres bonus - Réédition limitée remastérisée digibook (Allemagne, Century Media, 1er octobre 2007) | Titres bonus - Réédition limitée remastérisée digibook (Allemagne, Century Media, 1er octobre 2007) | Titres bonus - Réédition limitée remastérisée digibook (Allemagne, Century Media, 1er octobre 2007) | Titres bonus - Réédition limitée remastérisée digibook (Allemagne, Century Media, 1er octobre 2007) | Titres bonus - Réédition limitée remastérisée digibook (Allemagne, Century Media, 1er octobre 2007) | Titres bonus - Réédition limitée remastérisée digibook (Allemagne, Century Media, 1er octobre 2007) | Titres bonus - Réédition limitée remastérisée digibook (Allemagne, Century Media, 1er octobre 2007) | Titres bonus - Réédition limitée remastérisée digibook (Allemagne, Century Media, 1er octobre 2007) | Titres bonus - Réédition limitée remastérisée digibook (Allemagne, Century Media, 1er octobre 2007) |
| No                                                                                                  | Titre                                                                                               | Durée                                                                                               | | | | | | | |
| --------------------------------------------------------------------------------------------------- | --------------------------------------------------------------------------------------------------- | --------------------------------------------------------------------------------------------------- | --------------------------------------------------------------------------------------------------- | --------------------------------------------------------------------------------------------------- | --------------------------------------------------------------------------------------------------- | --------------------------------------------------------------------------------------------------- | --------------------------------------------------------------------------------------------------- | --------------------------------------------------------------------------------------------------- | --------------------------------------------------------------------------------------------------- |
| 13.                                                                                                 | Ways (1st mix)                                                                                      | 3:47                                                                                                | | | | | | | |
| 14.                                                                                                 | Ailleurs (Alternative mix)                                                                          | 3:56                                                                                                | | | | | | | |
| 15.                                                                                                 | Infra Galaxia (Alternative mix)                                                                     | 4:09                                                                                                | | | | | | | |
| 16.                                                                                                 | Us (Instrumental)                                                                                   | 4:11                                                                                                | | | | | | | |
| 17.                                                                                                 | The Cross (Instrumental)                                                                            | 3:18                                                                                                | | | | | | | |
| 18.                                                                                                 | I (Instrumental)                                                                                    | 3:56                                                                                                | | | | | | | |
| 19.                                                                                                 | Ways (Drum 'n' Bass mix)                                                                            | 3:49                                                                                                | | | | | | | |
| 74:27                                                                                               | | | | | | | | | |

## Crédits
| - "Vorph" Vorphalack : chant, guitares - "Xy" Xytras : batterie, percussions, claviers, programmation - Masmiseim : basse - Kaos : guitare | - Production : Samael - Production (réédition) : Philipp Schulte - Ingénierie, mixage, enregistrement : David Richards - Ingénierie (assistant) : Kris Fredriksson - Mastering : Tony Cousins - Remastering : Ulf Horbelt - Artwork : Rodrigue Pellaud - Design : Carsten Drescher, Stefan Wibbeke (réédition) |